# Chaumussay
Chaumussay é uma comuna francesa na região administrativa do Centro, no departamento Indre-et-Loire. Estende-se por uma área de 19,13 km². Em 2010 a comuna tinha 233 habitantes (densidade: 12,2 hab./km²).